# Godavaria setulosa
Godavaria setulosa är en tvåvingeart som beskrevs av Brown 1992. Godavaria setulosa ingår i släktet Godavaria och familjen puckelflugor.
Artens utbredningsområde är Nepal. Inga underarter finns listade i Catalogue of Life.